# Cirrhitichthys oxycephalus
Cirrhitichthys oxycephalus là loài cá được tìm thấy trên nhiệt đới rạn san hô của Ấn Độ-Thái Bình Dương và phía đông Thái Bình Dương. 
Loài cá này có tổng chiều dài 10 cm (3,9 in).
Loài này đôi khi được nuôi làm cá cảnh trong các bể cá.

## Đồng nghĩa
- Cirrhites oxycephalus Bleeker, 1855
- Cirrhites grandimaculatus F. Liénard, 1891
- Cirrhites murrayi Regan, 1909
- Cirrhitichthys corallicola Tee-Van, 1940